# پروژه علمی من
پروژه علمی من (انگلیسی: My Science Project) فیلمی در ژانر علمی–تخیلی است که در سال ۱۹۸۵ منتشر شد.

## داستان
فیلم با صحنه‌ای از عملیات نیروهای نظامی ایالات متحده آمریکا در سال ۱۹۵۷ شروع می‌شود. در سال ۱۹۸۵ یک پسر دبیرستانی به نام مایکل هارلن، کسی که فقط به خودروهای عضلانی علاقه‌مند است به همراه دوستانش گوی پلاسمایی را پیدا می‌کنند و سعی دارند آن را به‌ عنوان یک پروژه علمی در مدرسه استفاده کنند، اما زمانی که متوجه می‌شوند این گوی پلاسمایی قدرت‌های خارق‌العاده‌ای دارد و می‌تواند بشریت را تهدید کند، آنها باید جلوی آن را بگیرند.

## بازیگران
- جان استاکول
- فیشر استیونس
- دنیس هاپر
- ریچارد ماسور
- بری کوربین
- مایکل بریمن
- پاملا اسپرینگستین
- فرانک ولکر